# ابوک، مالزی
ابوک، مالزی (به لاتین: Abok, Malaysia) در مالزی است که در ساراواک واقع شده‌است.

## خصوصیات
ابوک ۱۴۵ متر بالاتر از سطح دریا واقع شده‌است.